# Resígaro
El resígaro és una llengua indígena extingida de la família arawak parlada al departament de Loreto (Perú) parlada pels resígaros. L'última parlant de la llengua, Rosa Andrade Ocagane (67 anys), fou assassinada el novembre de 2016 a Nueva Esperanza, a l'interior de l'Amazònia peruana.
Actualment el resígaro és una llengua altament amenaçada, però amb parlants que encara mantenen els trets purs del resígaro, parlada per un grapat de persones en les localitats del nord-est del Perú de Puerto Isango i Brillo Nuevo, sobre el riu Yaguasyacu, tributari de l'Ampiyacu, que flueix cap a l'Amazònia en Pebas. La llengua principal de tots els resígaros és el bora o l'ocaina, ambdues de la família bora-witoto, sent el resígaro una llengua d'ús més restringit.

## Història i distribució
La informació sobre la història dels resígaros, igual que succeeix amb altres pobles de la mateixa regió com els bores, witotos i ocainas, és escassa. Whiffen (1915) a trobar als resígaros assentats als marges del Japurá (Caquetá), al nord dels cahuinari, a Colòmbia. En aquest temps, els resígaros eren una minoria a la regió (uns mil individus, enfront d'uns 15.000 boras). L'evidència lèxica apunta que els resígaros haurien arribat a aquesta regió procedents de l'àrea de l'Içana-Vaupés, més al nord i a l'est. Del contacte amb els boras, el resígaro mostra nombrosos préstecs d'aquesta llengua, al costat de lèxic comú al tariana i al baniwa de la seva regió originària. Cap a finals de 2016 només es comptabilitzava un únic parlant de la llengua: Pablo Andrade.

## Classificació
El resígaro és una llengua arawak del la branca septententrional. Geogràficament, és la llengua situada més al sud de la branca septentrional. Dins de la branca septentrional, el resígaro mostra les majors afinitats lèxiques amb el tariana i el kurripako de l'àrea lingüístiques del Vaupés-*Içana, situada més al nord. Això revela que els resígaros van migrar al sud des d'una ubicació més septentrional. El contacte amb llengües bora-*witoto va suposar una important reestructuració de la gramàtica del resígaro que, per aquesta raó, actualment és una llengua arawak tan atípica. Inicialment, el resígaro va ser classificat juntament amb el bora, pel fet que comparteixen prop del 25% del vocabulari, fins que, sobre millors dades, es va veure que comparteix amb el tariana i el baniwa una mica més del 50% del vocabulari. Gramaticalment, el resígaro té moltes estructures comunes amb el bora, degudes al préstec gramatical.

## Descripció lingüística
El resígaro comparteix prop d'un 60% del seu lèxic amb el tariana i el baniwa de l'àrea de l'alt Vaupés. No obstant això, els resígaro, en assentar-se fora de l'àrea de l'alt Vaupés, van estar sotmesos a la influència lingüística de les llengües bora-witoto. De fet, tots els parlants de resígaro són ara bilingües o trilingües, i parlen alguna altra llengua witoto, a més de resígaro. Això ha produït una reestructuració general de la gramàtica del resígaro que ho fa gramaticalment molt diferent de les llengües arawaks de l'alt Vaupés, tot i que la seva relació amb aquestes llengües és evident en el lèxic. Els préstecs no es limiten només al vocabulari secundari, sinó que també inclou pronoms i sufixos nominals.

### Préstecs del bora-witoto
Els préstecs les llengües bora-witoto al resígaro es donen tant en el vocabulari bàsic o nuclear com en el vocabulari secundari o no nuclear. Entre els termes considerats bàsics estan:
Resígaro -eʔhepe 'dents', Witoto muinane iipe (< proto-*witoto pe), encara que el resígaro reté la forma -onene 'dents frontals' del �proto-arawak *nene);